# Питлик, Рем
Рем Пи́тлик (англ. Rem Pitlck; род. 2 апреля 1997, Оттава, Онтарио, Канада) — профессиональный американский хоккеист, центральный нападающий.

## Клубная карьера

### Юниорская карьера
С 2011 по 2014 год обучался в школе Шаттак Сент-Мари, расположенную в городе Фэрибо, штат Миннесота. Параллельно выступал за хоккейную команду данной школы.
Сезон 2014/15 Питлик провёл в клубе хоккейной лиги США «Уотерлу Блэк Хокс», набрав в 47 матчах 16 (7+9) очков. После «Ватерлоо» обменяли его в клуб «Маскигон Ламберджекс» на выборы в первом и десятом раундах драфта USHL. После обмена в новый клуб, провёл за него 56 матчей, в которых набрал 89 (46+43) очков.
Питлик установил новый рекорд по количеству очков за сезон и был назван лучшим игроком и форвардом в USHL в сезоне 2015/16. Помимо этого он стал обладателем Дейв Тайлер Эворд — приза лучшему юниору американского хоккея. Он также был включён в Первую команду All-USHL.
С 2016 по 2019 год выступал за университет Миннесоты. В свой первый сезон за университет Миннесоты провёл 36 игр и набрал 32 очка. Он забил свой первый студенческий гол 7 октября 2016 года в матче, закончившимся победой над «Аляской Анкоридж Сивулвз» со счетом 6:0. По итогам сезона Питлик был выбран в команду всех новичков Big Ten.
В сезоне 2017/18 сыграл в 38 играх и набрал 31 очко. По ходу сезона с 27 октября по 18 ноября Питлик имел восьмиматчевую серию из набранных очков. По итогам сезона Питлик был выбран в академическую команду All-Big Ten.
В следующем сезоне провёл 38 матчей, в которых набрал 45 очков. В феврале 2019 года Рем был назван первой звездой недели. Он закончил сезон как номинант на премию Хоби Бейкера, которая вручается лучшему игроку сезона в студенческом хоккее США. Помимо этого Питлик был выбран в первую команду All-Big Ten. 12 марта Питлик также был включён во Всеамериканскую первую команду AHCA West, став 65-м человеком, получившим всеамериканские награды в истории Миннесоты.

### Профессиональная карьера

#### Нэшвилл Предаторз
На драфте НХЛ 2016 года был выбран в третьем раунде под общим 76-м номером командой «Нэшвилл Предаторз». 22 марта 2019 подписал двухлетний контракт новичка с «Нэшвилл Предаторз», а уже 25 марта дебютировал в НХЛ в выездном матче против «Миннесоты Уайлд», не набрав очков.
Следующий матч провёл уже в новом сезоне в фарм-клубе «Предаторз» в АХЛ — «Милуоки Эдмиралс», как и весь сезон 2019/20. В 63 матчах за «Милуоки» он набрал 36 (20+16) очков.
Сезон 2020/21 начал в АХЛ, притом очень успешно, лидируя по голам (8) среди всех игроков АХЛ после 8 матчей за «Чикаго Вулвз», в которых он набрал 10 очков. Благодаря этому был назван игроком месяца в АХЛ и получил вызов в основную команду. 7 марта 2021 года провёл свой второй матч в НХЛ, будучи центром второго звена с партнёрами по звену Микаэлем Гранлундом и Калле Йернкруком. 13 апреля набрал свои первые очки в НХЛ, отдав две результативные передачи в победном матче против «Тампы-Бэй Лайтнинг», закончившимся победой «хищников» со счётом 7:2.

#### Миннесота Уайлд
4 октября 2021 года был выставлен на драфт отказов «Нэшвиллом», который предпочёл ему более возрастных Бена Харпура и Майкла Маккэрона. Следующим днём Рема с уэйвера забрала «Миннесота Уайлд». 26 октября, в своём первом матче в составе «дикарей», отметился результативной передачей. 13 ноября забил первую шайбу в НХЛ вратарю «Сиэтл Кракен» Филиппу Грубауэру, а после и вовсе оформил натуральный хет-трик. Он стал первым игроком в истории франшизы, сделавшим хет-трик в том же матче, когда забросил первую шайбу в лиге. 1 января 2022 года принял участие в Зимней классике, где отметился заброшенной шайбой. После 20 матчей в составе «Уайлд» на счету Рема было 11 (6+5) очков, притом, что он нанёс всего лишь 13 бросков.

#### Монреаль Канадиенс
11 января 2022 «Миннесота Уайлд» выставила Питлика на драфт отказов, где следующим днём его забрал «Монреаль Канадиенс». В первом же матче за новый клуб отметился заброшенной шайбой.
В июле после окончания контракта с «Канадиенс» стал неограниченно свободным агентом.

## Международная карьера
В 2015 году представлял сборную США на WJAC, набрав в 5 матчах 4 очка.

## Семья
Отец Лэнс Питлик был хоккеистом и играл на позиции защитника. Выступал также, как и Рем, за университет Миннесоты, а в НХЛ за «Оттаву Сенаторз» и «Флориду Пантерз».
Мать Питлика, Лиза, также бывшая спортсменка. Она обучалась в университете Миннесоты и выступала в составе сборной США по гимнастике.
Его младший брат, Ретт, также хоккеист, крайний нападающий. Он был выбран клубом «Монреаль Канадиенс» в пятом раунде драфта НХЛ 2019 года. В настоящее время Ретт выступает в NCAA за университет Миннесоты.
Кузен Рема, Тайлер Питлик, является профессиональным хоккеистом, выступающим на позиции нападающего. В настоящее время он выступает в НХЛ за «Калгари Флэймз».

## Статистика
| 2013/14     | Шаттак Сент-Мари      | USHS        | 53 | 9  | 25 | 34 | 32 | — | — | — | — | — |
| 2014/15     | Уотерлу Блэк Хокс     | USHL        | 47 | 7  | 9  | 16 | 20 | — | — | — | — | — |
| 2015/16     | Маскигон Ламберджекс  | USHL        | 56 | 46 | 43 | 89 | 74 | — | — | — | — | — |
| 2016/17     | Университет Миннесоты | B1G         | 36 | 14 | 18 | 32 | 22 | — | — | — | — | — |
| 2017/18     | Университет Миннесоты | B1G         | 38 | 12 | 19 | 31 | 32 | — | — | — | — | — |
| 2018/19     | Университет Миннесоты | B1G         | 38 | 21 | 24 | 45 | 30 | — | — | — | — | — |
| 2018/19     | Нэшвилл Предаторз     | НХЛ         | 1  | 0  | 0  | 0  | 2  | — | — | — | — | — |
| 2019/20     | Милуоки Эдмиралс      | АХЛ         | 63 | 20 | 16 | 36 | 40 | — | — | — | — | — |
| 2020/21     | Нэшвилл Предаторз     | НХЛ         | 10 | 0  | 2  | 2  | 4  | — | — | — | — | — |
| 2020/21     | Чикаго Вулвз          | АХЛ         | 8  | 8  | 2  | 10 | 4  | — | — | — | — | — |
| 2021/22     | Миннесота Уайлд       | НХЛ         | 20 | 6  | 5  | 11 | 12 | — | — | — | — | — |
| Всего в НХЛ | Всего в НХЛ           | Всего в НХЛ | 31 | 6  | 7  | 13 | 18 | — | — | — | — | — |

## Награды и достижения
| Награда                                  | Год        |
| USHL                                     | USHL       |
| ---------------------------------------- | ---------- |
| Дейв Тайлер Эворд                        | 2016       |
| Игрок года USHL                          | 2016       |
| Нападающий года USHL                     | 2016       |
| Первая команда All-USHL                  | 2016       |
| B1G                                      |            |
| Команда всех новичков Big Ten            | 2017       |
| Академическая команда All-Big Ten        | 2018, 2019 |
| Первая команда All-Big Ten               | 2019       |
| Всеамериканская первая команда AHCA East | 2019       |